# Датчик положения дроссельной заслонки
Датчик положения дроссельной заслонки (ДПДЗ) — устройство, предназначенное для преобразования углового положения дроссельной заслонки в напряжение постоянного тока. Является одним из датчиков электронных систем управления двигателем автомобиля с впрыском топлива.

## Функция
В режиме запуска двигателя контроллер отслеживает угол отклонения дроссельной заслонки и, если заслонка открыта более чем на 75 %, переходит на режим дополнительной подачи воздуха в двигатель в обход закрытой дроссельной заслонки. Кроме того, ДПДЗ служит для точного дозирования топлива.

## Устройство
Датчик представляет собой 
потенциометр. Ось вращения токосъёмника совмещена с дроссельной заслонкой. При нажатии на педаль акселератора происходит открытие дроссельной заслонки и перемещение токосъёмника по поверхности резистивного элемента, вместе с тем меняется электрическое сопротивление потенциометра.
Существует две разновидности ДПДЗ: контактный и бесконтактный. Действие контактного ДПДЗ основано на принципе реостата, потенциометра и переменного резистора. Контактные элементы датчика размещаются на специальных дорожках, число которых составляет от двух до шести. Когда они перемещаются, происходит изменение напряжения. Бесконтактный датчик положения дроссельной заслонки работает на использовании эффекта Холла. Другими словами, в этой системе отсутствуют традиционные контакты. На месте подвижных контактов датчика расположен эллипсный постоянный магнит, а в корпусе находится интегральный датчик Холла. Он считывает изменения магнитного поля при перемещении магнита, и преобразует значение показаний в электрический сигнал.

## Применение
Основываясь на информации, получаемой с датчика, электронный блок управления выбирает режимы подачи топлива.